# Ядерна енергетика Бангладеш
Бангладеш вперше задумав побудувати атомну електростанцію в 1961 році. Комісія з атомної енергії Бангладеш була створена в 1973 році. Зараз країна експлуатує дослідницький реактор TRIGA в Науково-дослідній установі атомної енергії в Саварі.
Нещодавно, у 2001 році, Бангладеш прийняв національний план дій щодо ядерної енергетики. 24 червня 2007 року уряд Бангладеш оголосив про плани побудови атомної електростанції, щоб задовольнити дефіцит електроенергії. У травні 2010 року Бангладеш уклала цивільну ядерну угоду з Російською Федерацією. Вона також має рамкові угоди щодо використання мирної ядерної енергії з США, Францією та Китаєм.
У лютому 2011 року Бангладеш досяг угоди з Росією про будівництво атомної електростанції Руппур потужністю 2000 мегават (МВт) з двома реакторами, кожен з яких вироблятиме 1200 МВт електроенергії. АЕС буде побудована в Руппурі, на березі річки Падма, в районі Ішварді Пабна, на північному заході країни. Очікується, що РАЕС коштуватиме до 2 мільярдів доларів США та запрацює до 2023 року.
Офіційне підписання міжурядової угоди відбулося 2 листопада 2011 року.
Скоригована вартість будівництва та введення в експлуатацію станції Руппур становить 12,65 мільярда доларів.
29 травня 2013 року прем'єр-міністр Бангладеш оголосив, що друга атомна електростанція потужністю 2 ГВт буде побудована в південному регіоні країни. У 2019 році вибір місця ще тривав, зосереджуючись на прибережному регіоні Бенгальської затоки.
Бангладеш отримав першу партію уранового палива з Росії для своєї першої атомної електростанції в жовтні 2023 року, зробивши її 33-м виробником ядерної енергії у світі.

## Передумови

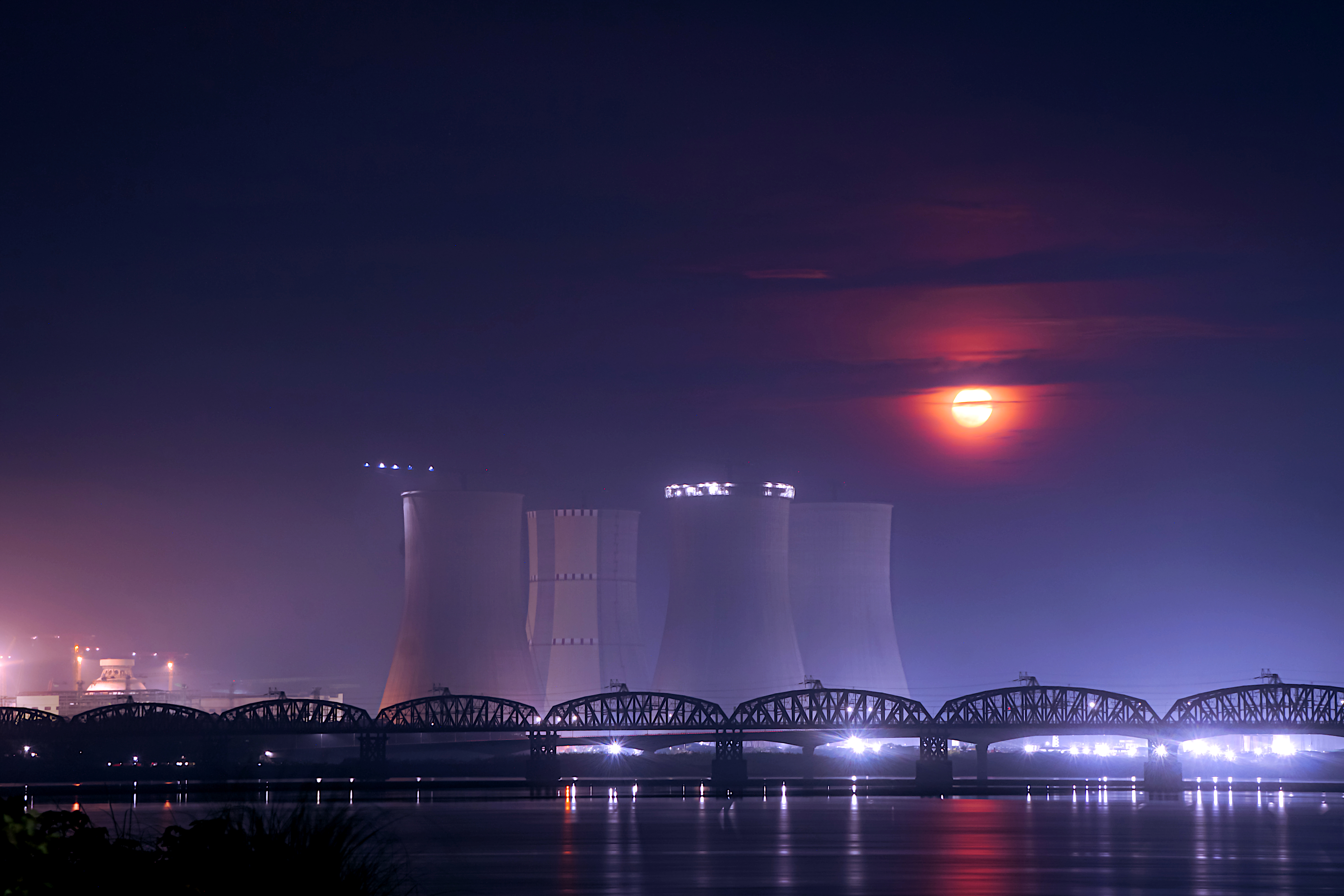
АЕС Руппур, міст Хардінга і міст Лалон Шаха в одному кадрі в місячну ніч

У Бангладеш, який історично є аграрною країною, сільськогосподарський сектор скоротився з понад 30% у 1980-х роках до менш ніж 20% за десятиліття на початку тисячоліття. З іншого боку, промисловість зростає з менш ніж 20% у 1980-х роках до понад 30% зараз. У високопромисловій національній економіці виробництво електроенергії буде лінійно залежати від національного ВВП. З меншим сільським господарством і більшою промисловістю не тільки збільшиться кількість викидів в атмосферу, але відсутність дерев і рослин перешкоджатиме будь-якому шансу поглинання вуглецю.
Нерозвинена та погано керована енергетична інфраструктура Бангладеш гальмувала економічне зростання (Див.: Електроенергетика Бангладеш). При зниженій потужності близько 5500 мегават (МВт) при встановленій потужності понад 6000 МВт фактично доступно лише близько 4000 мегават. З максимальною генерацією від 4500 МВт у середині 2010 року до 4700 МВт наприкінці 2010 року, пік коливається від 5700 МВт до 6000 МВт, і лише близько 40% до 48% загального населення мають доступ до електроенергії. Споживання на душу населення становить 218-230 кВт/год, а доступність є нижчою серед усіх країн світу, що розвиваються.

## Поточні джерела енергії
Основним джерелом національної енергії є запаси природного газу, 55% якого йде на виробництво електроенергії, тоді як 27% йде на заводи та промисловість, 10% на побутові цілі та 5% в автомобільний сектор. Крім того, уряд має цільові шість п'ятирічних планів з 2010 по 2021 рік, згідно з якими він намагатиметься виробити 8 500 МВт у 2013 році, 11 500 МВт у 2015 році та 20 000 МВт до 2021 року. Це частина бачення схеми «Цифровий Бангладеш» візії 2021, де уряд буде прагнути до загальної електрифікації по всій країні. План також націлений на збільшення кількості внутрішніх і важливих вугільних електростанцій, а також на розвідку газу на суші або в морі. Проект впровадження атомної електростанції Руппур (RNNP) також є однією з таких схем для досягнення додаткової потужності 9000 МВт.
В даний час близько 88% енергії, що використовується для виробництва електроенергії, виробляється з джерел природного газу, 4% з вугілля, 6% з нафти і лише 2% з гідроелектростанцій у Читтагонзі. Відновлювані джерела енергії повністю виключені з будь-яких внесків. До 2021 року планується скоротити імпорт газу до 30%, а частку вугілля збільшити до 53%. Це матиме катастрофічні наслідки. Нарешті, до 2030 року частка відновлюваної енергії зросте лише до 6%, тоді як атомна енергетика збільшиться приблизно до 30%.

## Перелік реакторів
| Назва  | Блок №. | Реактор | Реактор       | Статус    | Чиста потужність (MW) | Початок будівництва | Комерційне використання | Закриття |
| Назва  | Блок №. | Тип     | Модель        | Статус    | Чиста потужність (MW) | Початок будівництва | Комерційне використання | Закриття |
| ------ | ------- | ------- | ------------- | --------- | --------------------- | ------------------- | ----------------------- | -------- |
| Руппур | 1       | PWR     | ВВЕР-1200/523 | Будується | 1080                  | 30 листопада 2017   | ( 2024)                 |          |
| Руппур | 2       | PWR     | ВВЕР-1200/523 | Будується | 1080                  | 14 липня 2018       | ( 2025)                 |          |

## Утилізація відходів
Є аргументи на користь атомної енергетики порівняно з використанням вугілля. Наприклад, одна вугільна електростанція потужністю 1000 МВт виробляє понад 300 000 тонн золи, 44 000 тонн діоксиду сірки, 22 000 тонн закису азоту та 6 мільйонів тонн вуглецю. Навпаки, атомна електростанція потужністю 1000 МВт утворює 3 кубометри відходів після переробки відпрацьованого палива, 300 тонн радіоактивних відходів і 0,20 тонни плутонію. Однак одиниця тонни ядерних відходів набагато небезпечніша, ніж та сама кількість відходів вугільних електростанцій, якщо з ними не поводитися належним чином. Водночас поводження з ядерними відходами дорожче.
Захороненням ядерних відходів керуватиме компанія Radioactive Waste Management Company, яка буде створена відповідно до Національної політики уряду Бангладеш щодо поводження з радіоактивними відходами та відпрацьованим ядерним паливом-2019. Бангладеш планує зберігати ядерні відходи протягом певного періоду, після чого відходи відправлять до Росії. Відпрацьоване паливо може бути перероблено в Росії для реакторів на швидких розмножувачах.

### Вартість
У Бангладеш також існують різні транспортні вимоги до ядерного та викопного палива. Транспортні витрати вищі для систем вугілля та нафти на 20 000 вагонів або 10 супертанкерів порівняно з атомною станцією лише на 3–4 вантажівки. За прогнозами, у світі буде близько 860 атомних реакторів, які генеруватимуть понад 800 000 МВт.
Станом на 2018 рік орієнтовна вартість поводження з відходами, утилізації та виведення з експлуатації не була оприлюднена.

### Управління ризиками
Відповідно до 4-ї IPCC, зміна клімату в регіоні проектної зони може призвести до посилення значної річкової ерозії, осадження та повеней, що може викликати занепокоєння. Річкова ерозія є значною небезпекою вздовж усіх річок Бангладеш, яка постійно руйнує землю та критично важливу інфраструктуру, щороку залишаючи тисячі людей без даху над головою та змушуючи їх переміщуватися. Ділянка безпосередньо вниз за течією від кордону з Індією також є вразливою до одностороннього будівництва берегоукріплення.

## Зовнішні посилання
- Bangladesh Atomic Energy Commission – офіційний сайт